# Naranjastitla de Victoria
Naranjastitla de Victoria är en ort i Mexiko.   Den ligger i kommunen San Sebastián Tlacotepec och delstaten Puebla, i den sydöstra delen av landet, 270 km öster om huvudstaden Mexico City. Naranjastitla de Victoria ligger 107 meter över havet och antalet invånare är 418.
Terrängen runt Naranjastitla de Victoria är varierad. Naranjastitla de Victoria ligger nere i en dal. Runt Naranjastitla de Victoria är det ganska tätbefolkat, med 58 invånare per kvadratkilometer. Närmaste större samhälle är Huitzmaloc, 19,8 km nordväst om Naranjastitla de Victoria. I omgivningarna runt Naranjastitla de Victoria växer i huvudsak städsegrön lövskog.